# Arrianos

Anabasis Alexandri, 1575

Arrianos (grekiska) eller Lucius Flavius Arrianus (latin) var en romersk politiker, general och författare av grekisk börd, verksam under andra århundradet efter Kristus. Han föddes i Nikomedia i Mindre Asien kring år 85. Han utsågs till romersk konsul år 129 eller 130 varefter han under sex år var ståthållare i Kappadokien då han bland annat besegrade en alansk invasionshär vilket han skrev om i boken Kriget mot alanerna (Ektaxis kata Alanoon). Därefter bosatte han sig i Aten. Det var under denna tid han tros ha skrivit de flesta av sina verk såsom han mest kända, Anabasis Alexandri, vilken anses vara antikens mest kompletta skildring av Alexander den Stores invasion av Perserriket.